# Monthieux
Monthieux település Franciaországban, Ain megyében. Lakosainak száma 673 fő (2022. január 1.). Monthieux Ambérieux-en-Dombes, Civrieux, Lapeyrouse, Saint-André-de-Corcy, Saint-Jean-de-Thurigneux és Saint-Marcel községekkel határos.

## Népesség
A település népességének változása:
| Lakosok száma | 194  | 247  | 344  | 591  | 669  | 651  | 646  | 668  | 681  | 673  |
|               | 1968 | 1982 | 1990 | 2006 | 2013 | 2015 | 2017 | 2019 | 2020 | 2022 |